# Måneskin
A Måneskin egy olasz glam rock együttes, amely 2016-ban alakult Rómában. Leginkább az olasz sztereotípiákat kifigurázó dalaikról és androgün (se nem férfias, se nem nőies) megjelenésükről ismertek.
A 2021-es Eurovíziós Dalfesztivál győztesei a "Zitti e buoni" című dallal. A dalfesztivál megnyerésével váltak Európa-szerte ismertté, ezelőtt csak Olaszországban volt ismert a nevük, hiszen  az olasz X-Faktor tizenegyedik szériája második helyezettjei lettek.

## Története

### 2015 – 2016: Kezdet
A zenekar tagjai egy római középiskola diákjaiként találkoztak egymással. 2016-ban diákként úgy döntöttek, hogy együttest alapítanak. A zenekar nevét akkor választották, amikor regisztráció előtt álltak egy helyi feltörekvő zenekarok zenei versenyére. A név végül a félig dán Victoriának köszönhető, akit arra kértek, hogy keressen néhány dán szót, majd megállapodtak Måneskin (holdfény) mellett, bár jelentése nem kapcsolódik magához az együtteshez. Emiatt a nevüket egy ideig meg is akarták változtatni a verseny után, de végül meghagyták. A Pulse Contest fordulópontot jelentett karrierjükben, mivel el kellett kezdeniük saját dalok írását. A verseny arra késztette őket, hogy fellépjenek a Filc Zenei Klubban és Iskolában, majd később elnyerték az első helyezett díját.
Később a római Colli Portuensi negyed utcáin játszottak, valamint a város történelmi központjában. Az első élő koncertjükre 2016-ban a Független Lemezkiadók találkozóján került sor Faenzában, ahol körülbelül 30 ember előtt léptek fel. Egy dániai utazás után, amely során a zenekar néhány élő koncertet is adott, a csapat megerősítette összetartását, és naponta több órán keresztül gyakoroltak.

### 2017 – 2019: X Factor &Il ballo della vita
2017-ben jelentkeztek az olasz X Factor tehetségkutató műsor tizenegyedik évadába, ahol mentoruk Manuel Agnelli volt. A december 14-i döntőben végül második helyen végeztek Lorenzo Licitra mögött. Az adás alatt a The Four Seasons Beggin', Franz Ferdinand Take Me Out és a The Killers Somebody Told Me című dalait is előadták. November 24-én debütált első daluk, a Chosen, ami az olasz slágerlista 2. helyén szerepelt. Ugyanezzel a címmel jelent meg december közepén a középlemezük, amely az olasz X-Faktor élő show-műsoraiban bemutatott feldolgozásokból állt. A lemez végül platina minősítést kapott az Olasz Zeneipari Szövetségétől.
2018. március 23-án a zenekar kiadta első olasz nyelvű kislemezét "Morirò da re" címmel, amely folytatta kereskedelmi sikereiket. A Morirò da re után Torna a casa című ballada jelent meg. A kislemezek ezután vezették a toplistákat Olaszországban. Mindkét dal szerepelt első stúdióalbumukon, amely az Il ballo della címmel kapta. Az album népszerűsítése érdekében a zenekar dokumentumfilmet adott ki This Is Måneskin címmel. A film bemutatója 2018. október 26-án volt.
2019 januárjában a banda kiadta negyedik kislemezét a „Fear for Nobody” címmel, míg 2019 áprilisában ötödik kislemezük, a „L'altra dimensione” a negyedik helyre emelkedett a FIMI kislemezlistáján. Hatodik kislemezük, a "Le parole lontane", amely 2019 szeptemberében jelent meg, a FIMI kislemezlistáján az első 5-ig jutott, és platinalemezt is kapott. Első turnéjuk során, amelyet 2018 és 2019 között tartottak, több mint 70 időpontban fogytak el, és több mint 140 000 jegyet adtak el. Ez magában foglalta első európai turnéjukat is, tizenegy teltházas dátummal Spanyolországban, Franciaországban, Svájcban, Németországban, Belgiumban és az Egyesült Királyságban.

### 2020–2021:Teatro d'ira Vol. I, azEurovíziós Dalfesztiválés a globális elismerés
2019 végétől 2020 tavaszáig a banda Londonban élt, ahol zenei stílusukon és új anyagukon dolgoztak. 2020 októberében megjelent a hetedik kislemezük, a "Vent'anni". 2021. március 6-án a zenekar megnyerte a 2021-es Sanremói Zenei Fesztivált a "Zitti e buoni" című dallal, megelőzve a második helyezett Francesca Michielint és Fedezt, valamint Ermal Metát. Győzelmüket sokan meglepetésként értékelték, mivel a rockot a fesztivál történetében atipikus versengő zenei műfajnak tartják. A Sanremo előtt a zenekar bejelentette második stúdióalbumát, a Teatro d'ira Volt. I-t, amely 2021. március 19-én jelent meg.

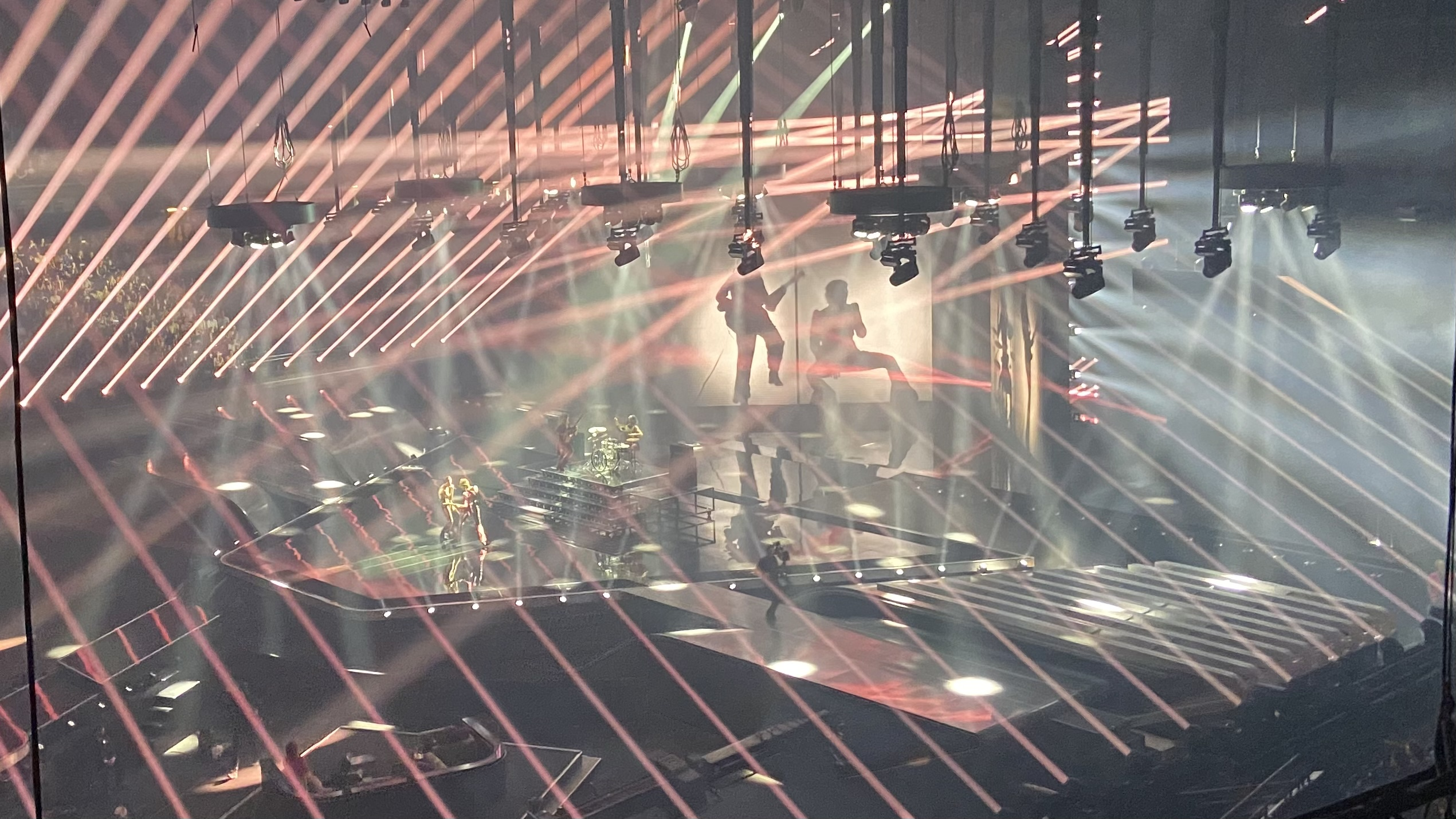
A Zitti e buonit adja elő a zenekar a 2021-es Eurovíziós Dalfesztivál egyik próbáján

A 2021-es Sanremo győztesként a Måneskint jelölték ki olasz képviselőnek a „Zitti e buoni”-val a 2021-es Eurovíziós Dalfesztiválon, amelyet a hollandiai Rotterdamban rendeztek meg. Május 15-én Olaszország a fogadási esélyek élére kúszott fel, hogy megnyerje a versenyt, megelőzve a francia, svájci és máltai versenyzőket, akik mindannyian elfoglalták az első helyet a daluk megjelenési dátuma és a nagydöntő éjszakája között. Május 22-én a zenekar megerősítette a jóslatokat: lendületes teljesítménnyel nyerte meg a versenyt, összesen 524 pontot kaptak, így Olaszország harmadik Eurovíziós diadala az 1964-es Gigliola Cinquetti és az 1990-es Toto Cutugno után. A Måneskin lett az első zenekar és a "Zitti e buoni" az első rockdal, amely megnyerte a versenyt a Lordi óta a "Hard Rock Hallelujah"-val Finnországnak 2006-ban. Emellett 2010 óta ez volt az első alkalom, hogy ismét az automatikus döntős országok közül nyerték meg a versenyt, valamint az énekes kivételével az együttes többi tagjai számítanak a 2000 után született első eurovíziós győzteseknek. A győztes trófeáját Damiano vette át és a mikrofonba kiáltotta:
Csak azt akarjuk mondani egész Európának, az egész világnak, hogy a rock and roll soha nem hal meg!
A verseny után a Teatro d'ira Vol. I, a kislemeze, a "Zitti e buoni", az "I Wanna Be Your Slave" és a "Coraline" számai, valamint a banda egyéb kiadványai a heti listákra kerültek Európa-szerte és azon kívül is, köztük számos Spotify globális listára. A "Zitti e buoni" és az "I Wanna Be Your Slave" is bekerült a Billboard Global Excl amerikai toplista első tíz dala közé. A „Zitti e buoni” egyben az első olasz nyelvű dal 30 év után, amely felkerült az Egyesült Királyság kislemezlistájának első 20-as listájára, és a 17. helyet érte el, valamint az „I Wanna Be Your Slave” az ötödiket, amely egy olasz rockzenekar első dala volt, amely bejutott az Egyesült Királyság legjobb tíz közé. Így Celine Dion óta az első Eurovízió-győztesek, akinek két daluk is szerepelt az Egyesült Királyság legjobb 40 dala és a legjobb 10-es sláger ami egy nem versenydal. A 2017-es "Beggin" című feldolgozásuk szintén a hatodik helyre került, így ők lettek az első olasz fellépők és az első Eurovízióhoz kapcsolódó fellépés, amelynek egyszerre két dala is bekerült a brit kislemezlistán az első tízbe. A "Beggin'" később a 78. helyen debütált az Egyesült Államok Billboard Hot 100-as listáján, majd a 13. helyen végzett, amivel a közelmúltban a második Eurovízió-győztes szereplő lett, aki betört a listára. Az „I Wanna Be Your Slave” és a „Beggin” ezt követően platina minősítést kapott a BPI-től, előbbi szintén arany, utóbbi pedig platina minősítést kapott a RIAA-tól.

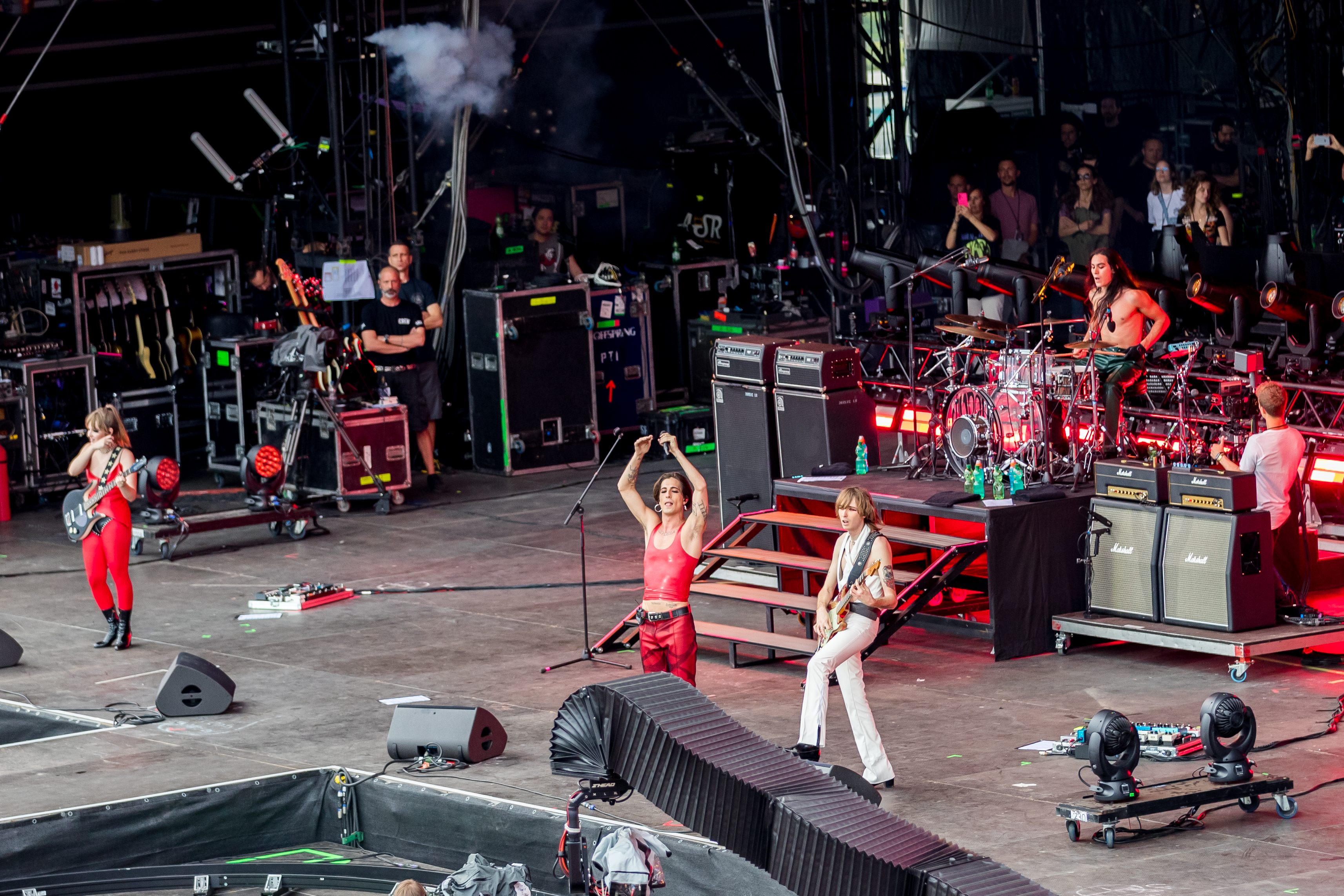
A Måneskin a 2022-es Rock Am Ring fesztiválon

A banda június és július között európai promóciós turnéra indult, és 2021-ben számos szabadtéri nyári zenei fesztiválon lépett fel, köztük a Rock for People-en és a Nova Rock Fesztiválon. A 2021-es Ronquières Fesztiválon rögzített „Beggin” élő felvétele digitális kislemezként jelent meg 2021. szeptember 27-én.
Bejelentették, hogy készül egy új stúdióalbumuk, valamint négy koncertdátumot a Palazzetto dello Sportban és a Mediolanum Forumban decemberben. Az olasz turné 2022 márciusában kezdődött az Unipol Arénában, és júliusban fejeződött be a Circus Maximusban. Emellett bejelentettek egy olaszországi és európai turnét, amelyet később Amerikára és Japánra is kiterjesztettek és a LOUD KIDS ON TOUR nevet kapta. A turné 2022 szeptemberében kezdődött São Paulóban és 2023 májusában fejeződik be Tallinnban, további dátumokkal pedig 2022 augusztusában Tokióban és Oszakában. A Papp László Budapest Sportarénában 2023. május 16-án adnak koncertet.
A zenekar tizedik kislemeze, a „Mammamia” október 8-án jelent meg. Október 26-án debütáltak az Egyesült Államokban a "Beggin"-el a The Tonight Show-ban, majd novemberben az Ellen DeGeneres Show-ban. Az American Music Awards-on is kaptak jelölést és a 2021-es MTV EMA-n elnyerték a legjobb rockszínész díjat, ahol november 14-én fel is léptek. Ebben az időszakban teltházas londoni koncertet is tartottak az O2 Academy Islingtonban, teltházas amerikai koncerteket a Roxy Theatre-ben és a Bowery Ballroomban, és a Rolling Stones előzenekara voltak a Las Vegas-i Allegiant Stadium.

### 2022 – napjainkig: Rush!
2022. január 22-én Måneskin volt a Saturday Night Live zenei vendége. Az együttes tizenegyedik kislemeze, a "Supermodel” május 13-án jelent meg, és a 2022-es Eurovíziós Dalfesztivál döntőjén hangzott el, amelyet másnap Torinóban tartottak. Előadták az "If I Can Dream" rövid feldolgozását is, amely később bekerült az Elvis című film filmzenéjébe. A "Supermodel"-t a The Tonight Show-ban is előadták Jimmy Fallon főszereplésével május 20-án, és a 2022-es MTV Video Music Awards-on (ahol a banda megnyerte a legjobb alternatív kategóriát az "I Wanna Be Your Slave" című dalukkal) augusztus 28-án. A tizenkettedik kislemezük, a "The Loneliest" október 7-én jelent meg. A csapat harmadik stúdióalbuma, a Rush! 2023. január 20-án jelenik meg.

## Tagok
- Damiano David – ének
- Ethan Torchio – dob
- Thomas Raggi – gitár
- Victoria De Angelis – basszusgitár

## Diszkográfia

### Stúdióalbumok
- Il ballo della vita (2018)
- Teatro d'ira: Vol. 1 (2021)
- Rush! (2023)
- RUSH! (ARE U COMING?) (2023)

### Középlemezek
- Chosen (2017)

### Kislemezek
- Chosen (2017)
- Morirò da re (2018)
- Torna a casa (2018)
- Fear for Nobody (2019)
- L'altra dimensione (2019)
- Le parole lontane (2019)
- Vent'anni (2020)
- Zitti e buoni (2021)
- MAMMAMIA (2021)
- Supermodel (2022)
- If I Can Dream (From The Original Motion Picture Soundtrack ELVIS) (2022)
- The Loneliest (2022)
- La fine (2023)
- Gossip(2023)
- HONEY! (ARE U COMING?) (2023)

### Közreműködések
- Stato di natura (Francesca Michielin, 2020)
- Jolene (Dolly Parton, 2024)

## Fordítás
Ez a szócikk részben vagy egészben  a   Måneskin című angol Wikipédia-szócikk ezen változatának fordításán alapul.  Az eredeti cikk szerkesztőit annak laptörténete sorolja fel. Ez a jelzés csupán a megfogalmazás eredetét és a szerzői jogokat jelzi, nem szolgál a cikkben szereplő információk forrásmegjelöléseként.